# USS LST-43
O USS LST-43 foi um navio de guerra norte-americano da classe LST que operou durante a Segunda Guerra Mundial.